# Estação das Chuvas (livro)
Estação das Chuvas é um livro de José Eduardo Agualusa, publicado em 1996. A biografia romanceada, retrata a vida da poetisa e historiadora angolana Lídia do Carmo Ferreira, que desapareceu em 1992 no início da violenta guerra civil.
Frase do autor: "Em meu país, a realidade é mais poderosa que a ficção".